# Kummerow, Vorpommern-Rügen
Kummerow (innan 1951 Buschenhagen) är en ortsteil i kommunen Niepars i Landkreis Vorpommern-Rügen i förbundslandet Mecklenburg-Vorpommern i Tyskland. Kummerow var en kommun fram till 26 maj 2019 när den uppgick i Niepars. Kommunen Kummerow hade 316 invånare 2019.